# Nästången (naturreservat)
Nästången är ett naturreservat i Ydre kommun i Östergötlands län.
Området är naturskyddat sedan 2009 och är 58 hektar stort. Reservatet omfattar sluttningar norr om torpet Nästången. I söder är sluttningarna östvända mot Östersjön och i norr västvända mot ån som avvattnar sjön. Reservatet består av lövrika barrblandskogar med mer tall i norr och mer gran i söder. 